# كارل فاولر
كارل فاولر (بالإنجليزية: Carl Fuller)‏ (10 يناير 1946 بسانت أوغسطين في الولايات المتحدة - ) هو لاعب كرة سلة أمريكي في مركز الوسط.

## وصلات خارجية
- كارل فاولر على موقع سبورتس رفرنس (الإنجليزية)
- كارل فاولر على موقع ريلجم (الإنجليزية)
- كارل فاولر على موقع بروبوليرز (الإنجليزية)